# Scipione Compagno
Scipione Compagno est un peintre italien, né à Naples vers 1624, et mort après 1680. 

## Biographie
Il a été l'élève d'Aniello Falcone, à Naples. Il a accompagné Salvator Rosa à Rome en 1639-1640. Il est de retour à Naples en 1641. Il est encore mentionné en 1652. Certains peintures datées de 1663 sont proches de son style.
Ses dessins sont tenus en estime. 
- Le musée du Belvédère de Vienne contient deux de ses œuvres: L'éruption du Vésuve et La décapitation de saint Janvier.
- Le musée d'art et d'archéologie du Périgord expose le tableau : Décapitation de saint Janvier

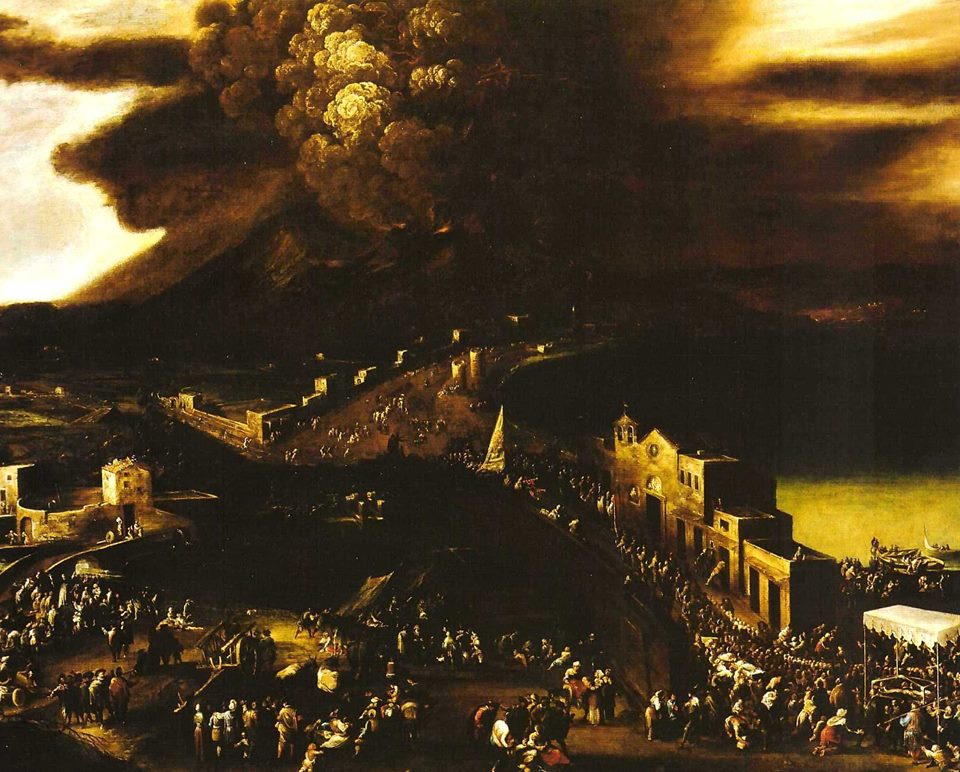
Éruption du Vésuve Musée San Martino
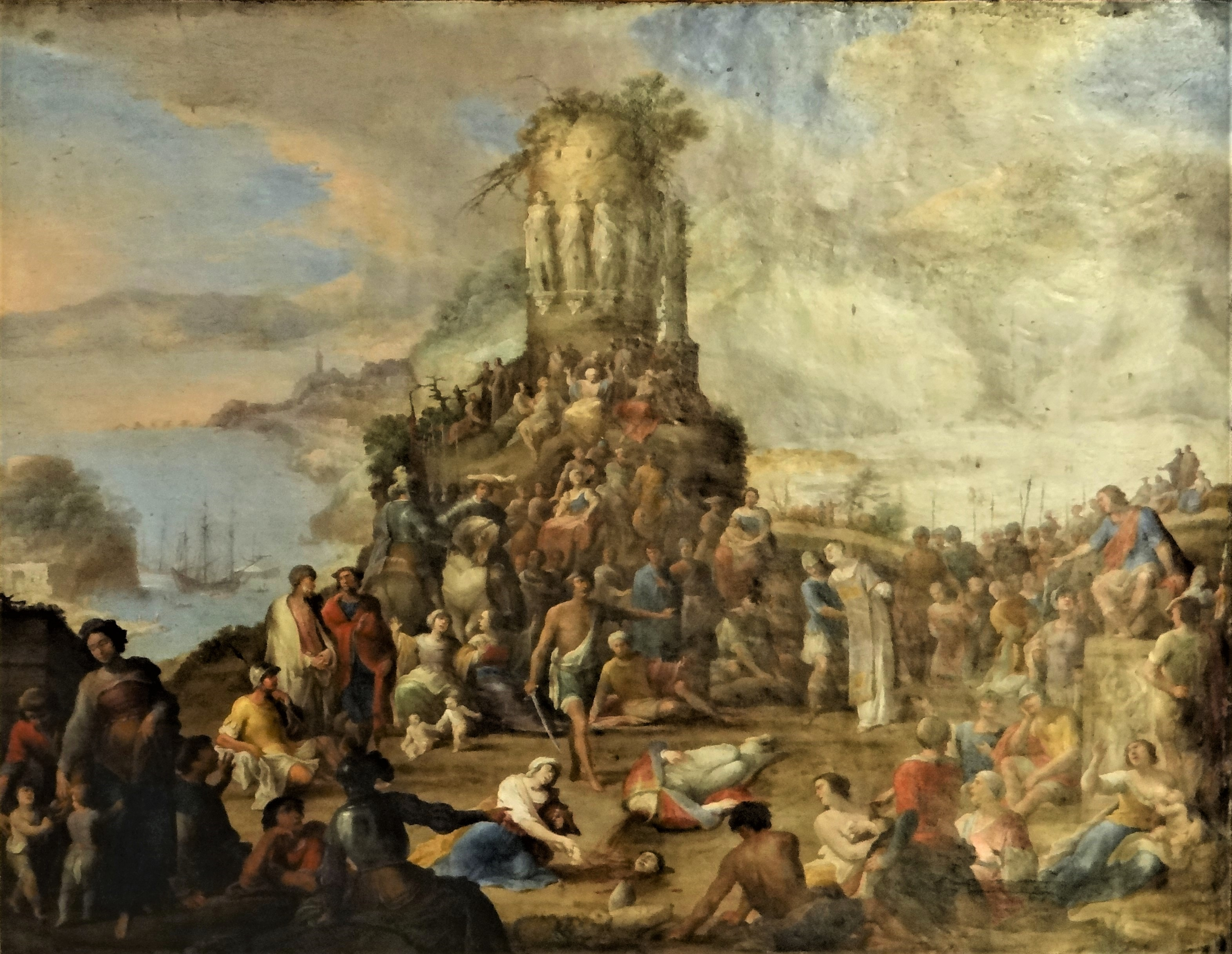
Décapitation de saint Janvier Musée d'art et d'archéologie du Périgord